# Mystic Knights: quattro cavalieri nella leggenda
Mystic Knights: quattro cavalieri nella leggenda (Mystic Knights of Tir Na Nog) è una serie televisiva ambientata in una versione fantastica dell'antica Irlanda creata dalla Saban Entertainment e con Haim Saban come produttore esecutivo. Rappresenta uno dei pochissimi esempi di tokusatsu di produzione completamente occidentale.
Nell'edizione italiana si sono sentite sia la sigla in inglese che quella in italiano, scritta da Alessandra Valeri Manera con Max Longhi e cantata da Giorgio Vanni.
La seconda stagione, Mystic Knights: Battle Thunder, fu cancellata in quanto il budget fu spostato verso Power Rangers Lost Galaxy e il doppiaggio inglese di Digimon Adventure.

## Trama
Magia, intrighi e misteri in una serie ambientata nei suggestivi paesaggi irlandesi, dove rivivono i 4 elementi (Fuoco, Terra, Acqua ed Aria). Essi sono rappresentati dal coraggioso Rohan (Lochlainn "Lochlann" O'Mearain), dal valoroso ed arguto Angus (Vincent Walsh), dal fedele ed impavido Principe Ivar (Justin Pierre), egiziano; e dalla determinata Principessa Deirdre (Lisa Dwan), ovvero i 4 Cavalieri Mistici di Tir Na Nog, terra di eterna giovinezza; chiamati a difendere il territorio di Kells da pericolose creature usurpatrici. 
Questo anche grazie all'aiuto di magiche armature dotate d'incredibili poteri che, nel momento del pericolo, irradiano ciascuna uno dei 4 elementi della Natura grazie ai quali si diventa invincibili. Tra gli altri personaggi ricorrenti: la Regina Maeve (Charlotte Bradley) del Regno di Temra, Re Conchobar (Stephen Brennan) e Cathbad (Barry Cassin).

## Personaggi

### I Mystic Knights
- Rohan: uno dei quattro coraggiosi cavalieri iniziali della serie, è il Cavaliere del Fuoco. Possiede la Spada di Kells, in grado di emettere fiamme, e il Pugnale del Respiro di Drago, col quale può evocare Pyre, il Drago del Coraggio. Otterrà la sua Armatura Mistica rosso-dorata dopo aver sconfitto il Signore del Ghiaccio di Temra; in seguito, dopo la riforgiatura nelle Montagne Oscure, la sua armatura diventerà cremisi-dorata, con nuovi poteri. Fu allevato da orfano dal druido Cathbad, e in seguito si verrà a scoprire che è figlio di Maeve, antagonista principale, e fratellastro di Lugad.
- Deirdre: principessa di Kells, diventerà Cavaliere dell'Aria ed enterà in possesso della Balestra del Vortice e dell'armatura bianco-dorata dopo aver sconfitto il Pipistrello Fulmine di Temra. Deirdre possiede la mente più logica del quartetto, ed è dunque spesso seccata dal comportamento a volte impulsivo dei suoi compagni.
- Ivar: un principe di una terra lontana, diventa Cavaliere dell'Acqua, armato del Tridente Dentato e dell'armatura mistica blu-dorata dopo aver sconfitto il Serpente marino di Temra. Pur leale nei confronti dei suoi amici, si distrae spesso a causa del suo obiettivo originale, a volte correndo gravi rischi: egli era infatti giunto a Kells in cerca del sacro calice ivi situatovi, e che prima era stato rubato da Torc, generale di Maeve.
- Angus: ladro pentito ma combinaguai e miglior amico di Rohan, diventa Cavaliere della Terra dopo aver sconfitto il Lupo di Roccia di Temra, entrando così in possesso dell'armatura mistica argento-dorata e della Mazza Chiodata della Terra.
- Garrett: principe di Rheged, regno alleato di Kells, giunge in quelle terre per unirsi alla promessa sposa Deirdre, ma subisce l'influenza di Maeve; salvato dai Quattro Cavalieri, il riconoscente Garrett si unirà al quartetto diventando anche lui uno dei Mystic Knights. Come Cavaliere della Foresta, Garrett veste un'armatura marrone-dorata (ottenuta sconfiggendo un ragno gigante nei Boschi di Banshee) e usa le sue Asce Gemelle. Garrett è anche in grado di dare ordini a qualsiasi animale dopo averlo guardato negli occhi, a prescindere che vesta o meno l'armatura mistica.

### Alleati dei Mystic Knights
- Re Conchobar: re di Kells e padre di Deirdre, manda i suoi Mystic Knights a combattere contro gli sgherri e gli eserciti della malvagia Marve.
- Cathbad: druido chiaroveggente e consigliere di re Conchobar, fa da mentore ai Mystic Knights, e fu lui ad allevare Rohan quand'era orfano, diventando la sua figura paterna. Anche se i suoi poteri sono quasi pari a Maeve, si limitano alla percezione extrasensoriale. Cathbad è stato a sua volta allievo di Seethchenn, diventato alleato di Maeve.
- Re Fin Varra: re di Tir Na Nóg, è un essere fatato rivale di Mider, una fata oscura. Aiuta i Mystic Knights vestendoli delle loro armature e a volte offrendo loro dei consigli.
- Aideen: un folletto femmina che assiste i Mystic Knights. Prova una certa affezione per Rohan, ed è gelosa di Deirdre.
- Lynette: principessa di un regno lontano. Subì un naufragio dopo essere stata attaccata dal Grindon, una bestia che la seguiva da tempo e continuerà a perseguitarla pur venendo respinta più volte dai Mystic Knights. Si scoprirà che era Lynette stessa che doveva uccidere il mostro, cosa in cui riuscirà infine con l'aiuto di Rohan tramite la di lui spada; dopo questa vittoria, Garrett diventerà parte della sua scorta, e tra i due nascerà una sorta di relazione.
- Pyre: un antico drago associato con l'elemento del Fuoco e rivale di Tyrune l'Idra, è inizialmente restio a tollerare qualsiasi presenza umana, ma presto ammirerà Rohan e arriverà a riconoscerlo come la reincarnazione dell'eroe leggendario Draganta. Indossa una corazza incastonata di gemme, con la quale viene in contatto con il pugnale di Rohan, usato per evocarlo.

### Antagonisti
- Maeve: regina di Temra, potente strega e madre di Rohan e Lugad, desidera mettere le mani sul regno di Kells in quanto ritiene che le spetti di diritto, e a tale scopo è assistita dal generale Torc e dalla fata oscura Mider.
- Torc: generale al servizio di Maeve, un tempo condottiero di Kells. È lui a rubare il calice dal regno nativo di Ivar, che Maeve dona a Mider come ponte tra Temra e il reame della magia nera.
- Mider: una fata oscura maschio che assiste Maeve tramite la sua magia nera, usa il calice argentato dal regno natio di Ivar come ponte tra Temra e il regno della magia nera, dove diventa sempre più forte. Dopo la sconfitta di Maeve, si allea con la strega Nemain.
- Sentinelle di Temra: sono i quattro esseri che gli altrettanti Mystic Knights originali devono sconfiggere per ottenere le loro Armature Mistiche. Un tempo servitori del loro creatore Mider, caddero presto anche sotto il controllo di Maeve. Rohan affronterà il Signore dei Ghiacci, un essere dalla faccia di teschio; Deirdre affronterà il Pipistrello dei Fulmini, armato di boomerang; Ivar affronterà il Serpente Marino, che usa una frusta Lingua di Serpe; e Angus affronterà il Lupo di Roccia, armato di spada e artigli.
- Tyrune: un'idra a tre teste, rivale di Pyre. Viene liberato da Rohan tramite un tranello ordito da Maeve. Le sue teste possono separarsi dal suo corpo e attaccare in maniera indipendente.
- Lugad: personaggio che appare verso la fine della serie, è una creatura metà umano metà demone creato da Nemain, ed è figlio di Maeve e fratellastro di Rohan.
- Nemain: ex-regina di Temra, spodestata dalla sua allieva Maeve, risiede in un castello in rovina ed è responsabile della condizione da metà demone di Lugad. Aiuta ogni tanto i Mystic Knights travestendosi da uomo anziano, ma dopo la sconfitta di Maeve prende possesso del Calice argentato e rivela che la sua vendetta contro Maeve è compiuta, prima di venire raggiunta dal mago nero Mider che le propone un'alleanza per conquistare Kells e Tir Na Nog.

## Episodi
| Stagione       | Episodi | Prima TV USA |
| -------------- | ------- | ------------ |
| Prima stagione | 50      | 1998-1999    |